# Yosei Otsu
Yosei Otsu (大津 耀誠 Otsu Yosei?), född 7 augusti 1995 i Osaka prefektur, är en japansk fotbollsspelare.
Otsu började sin karriär 2014 i Thespakusatsu Gunma. Efter Thespakusatsu Gunma spelade han för Oita Trinita och SC Sagamihara.